# Dypsis louvelii
Dypsis louvelii – gatunek palmy z rzędu arekowców (Arecales). Występuje endemicznie na Madagaskarze, w prowincji Toamasina. Można go spotkać między innymi w Parku Narodowym Andasibe-Mantadia.
Rośnie w bioklimacie wilgotnym. Występuje na wysokości do 1500 m n.p.m.